# Condado de Hinds
O Condado de Hinds (em inglês:  Hinds County) é um dos 82 condados do estado norte-americano do Mississippi. Tem duas sedes de condado: Jackson e Raymond, e a sua maior cidade é Jackson. Foi fundado em 1821 e recebeu o seu nome em homenagem a Thomas Hinds (1780–1840), militar na batalha de Nova Orleães (na Guerra de 1812), e posteriormente congressista.
O condado possui uma área de 2 272 km², dos quais 2 253 km² estão cobertos por terra e 19 km² por água, uma população de 245 285 habitantes, e uma densidade populacional de 108,9 hab/km² (segundo o censo nacional de 2010). É o condado mais populoso do Mississippi.

## Galeria de imagens

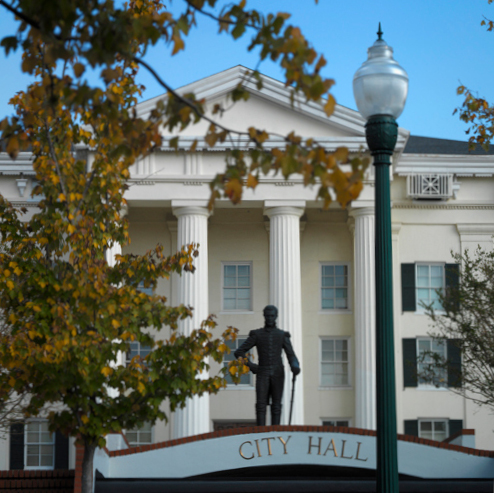
O City Hall de Jackson, uma das sedes do Condado de Hinds